# Retardador (ingeniería)

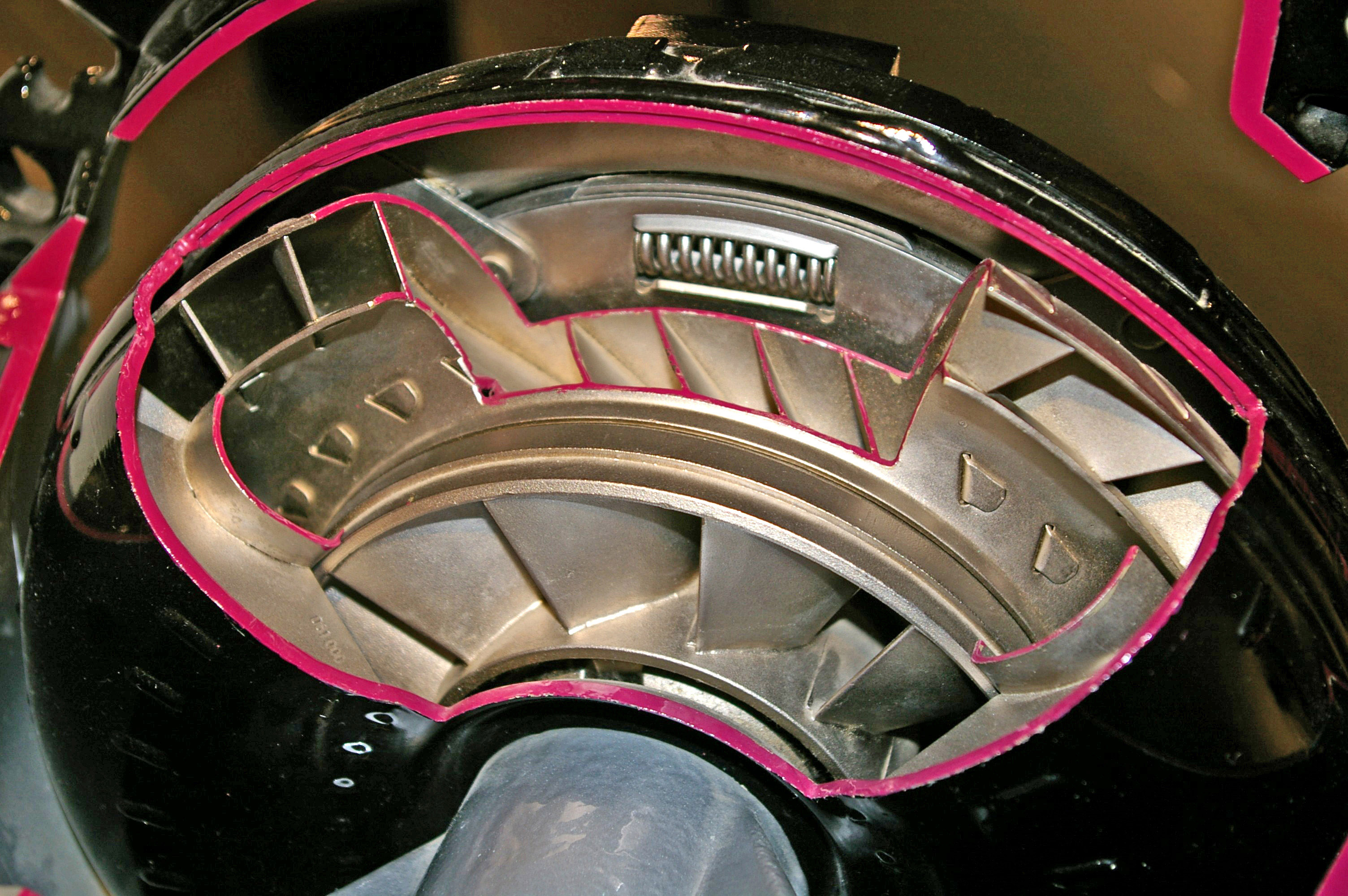
Convertidor de torque, abierto, con un interior similar a un retardador

Un retardador, ralentizador o retárder es un dispositivo utilizado para aumentar o reemplazar algunas de las funciones de los sistemas de frenado primarios basados en fricción, generalmente en vehículos pesados. 
Los retardadores sirven para "mantener o disminuir la velocidad del autobús en pendientes prolongadas o situaciones de frenado constante en altas velocidades", y ayudan a evitar que el vehículo "se escape" (se embale) acelerando cuesta abajo. Por lo general, no son capaces de detener los vehículos, ya que su efectividad disminuye a medida que disminuye la velocidad del vehículo. Por lo general, se usan como una "asistencia" adicional para reducir la velocidad de los vehículos, y el frenado final se realiza mediante un sistema convencional de frenado por fricción. Como el freno de fricción se usará menos, particularmente a velocidades más altas, su vida útil aumenta, y dado que en esos vehículos los frenos son accionados por aire, también ayuda a conservar la presión del aire.
Los sistemas de frenado basados en la fricción son susceptibles de "desvanecimiento de los frenos" cuando se usan extensamente durante períodos continuos, lo que puede ser peligroso si el rendimiento de frenado cae por debajo de lo requerido para detener el vehículo, por ejemplo, si un camión o autobús desciende una cuesta larga. Por esta razón, estos vehículos pesados suelen estar equipados con un sistema complementario no basado en la fricción.
Los retardadores no están restringidos a vehículos de motor de carretera, también pueden ser utilizados en sistemas ferroviarios  El prototipo británico Tren de Pasajeros Adelantado (APT) utilizó retardadores hidráulicos para permitir que el tren de alta velocidad se detuviera en la misma distancia que los trenes estándar de baja velocidad, ya que un sistema basado en fricción pura no era viable.

## Tipos
- Freno de motor (Retardadores de freno basados en la retención del motor)
  - Freno de vehículos diésel
  - Freno de escape (Retarder propiamente dicho), del cual hay dos tipos:[2]
- Retardador hidráulico
- Retardador eléctrico